# マイアミの奇跡
マイアミの奇跡（マイアミのきせき）は、1996年アトランタオリンピック（以下アトランタ五輪と略）・男子サッカーグループリーグD組第1戦において、日本五輪代表が優勝候補のブラジル五輪代表を1対0で下した試合の日本における通称である。

## 概要
アトランタ五輪男子サッカー競技は出場16カ国を抽選でA〜Dの4グループに分け、各グループ上位2チームが決勝トーナメントに進出する方式で行われた。アジア予選で2位となり、銅メダルを獲得したメキシコシティ五輪以来28年ぶりに五輪に出場した日本五輪代表はグループDに入り、初戦は南米代表のブラジル、2戦目はアフリカ代表のナイジェリア、3戦目はヨーロッパ代表のハンガリーと対戦することになった。ブラジル戦は五輪開催都市のジョージア州アトランタではなく、フロリダ州マイアミのアメリカンフットボール球技場マイアミ・オレンジボウルで開催された。
ブラジルはワールドカップ1994年大会でW杯史上初の4回目の優勝を成し遂げた一方、当時はまだ五輪での金メダル獲得がなかった(2016年リオ五輪で初の金メダル獲得)。またワールドカップ1998年大会の予選が免除されていた ことで真剣勝負の場がなく、A代表の強化の意味合いも含め、A代表監督のマリオ・ザガロが五輪代表の監督も兼任するなど、今大会に本腰を入れていた。正規の23歳以下の選手としてロベルト・カルロス、ジュニーニョ・パウリスタ、サヴィオ、ロナウジーニョ、フラビオ・コンセイソンといったすでにA代表で活躍している優秀な選手が多く揃っている事に加え、この大会から認められたオーバーエイジ枠に、当時のA代表のレギュラーであるベベット、リバウド、アウダイールを加入させ、まさにドリームチームとして優勝候補の大本命と目されていた。実際、チーム結成以来の2年弱で、敗戦はメキシコA代表が相手だった1試合のみで、大会前に行われたブラジルA代表との練習試合でも、五輪代表が勝利していた。
一方、日本は西野朗監督が「我々は単にアジアだけで勝つためにチームを作ってきたのではない」と発言するなど1994年のU-23日本(1994年時点ではU-21日本)発足時から積み上げてきた結束力とコンビネーションを重視する意向でオーバーエイジ枠を使用せず、Jリーグ所属の23歳以下選手、アジア予選を戦ったメンバーで大会に臨んだ。当時の日本A代表経験者は前園真聖と城彰二の2人のみ、怪我で本戦メンバーから外れた小倉隆史を含めても3人だけだった。西野監督や山本昌邦コーチらスタッフは、スカウティング（以下、偵察と略すことあり）のために入手したブラジルの試合映像を見て「（自信を失わせない様に）選手達には見せない方が良いだろう」と思ったほど殆ど隙が見当たらず、選手個々人の能力、チームとしての総合力に大幅な開きがあることを痛感していた。日本のメディアを含め、下馬評ではブラジルの圧倒的有利が予想されており、日本がグループリーグを突破するためには得失点差の計算上、敗れるにしても大量失点を避けるべきとする意見もあった。

## 経緯

### 試合前までの状況
ブラジル戦を前にして日本は念入りに情報分析を行い、相手の長所を消すための対策を研究した。スカウティング担当松永英機やブラジル人GKコーチのジョゼ・マリオ が事前にブラジル入りして偵察し、ブラジル五輪代表の試合の映像を入手した。また、ブラジルの新聞を取り寄せ、細かな情報まで仕入れるなど綿密なスカウティングを行った。それらを元に、スターティングメンバーや選手交代のパターンを予想し、守備的な戦術を考えた。
前園などの攻撃陣は守備的な戦術を告げられ最初は反発したが、「最強のブラジルに勝つため」に受け入れた。
日本は、ブラジルの2トップはオーバーエイジのベベットと、断トツのチーム得点王サヴィオがスタメンで、試合が接戦になった場合、サヴィオに変わって高さもあるロナウジーニョ（ロナウド）が交代で出場すると予想。スピードがあるFWベベットにはDF鈴木秀人をマークにあて、サヴィオのマークにはロナウジーニョへの対応も想定し、空中戦も強いDF松田直樹をあてることにした。実際に試合ではスタメンも交代パターンも予想通りであった。キープレイヤーと目されるドリブラーの司令塔ジュニーニョ・パウリスタ対策としては、アジア予選のレギュラーボランチだった廣長優志を外し、左SBが本職である服部年宏のスピードを買って、ジュニーニョに密着マークさせることにした(この奇策には服部も驚いたという)。また、GKコーチのジョゼ・マリオは、強烈な左足でフリーキックのキッカーを務める事が予想される左SBロベルト・カルロスのシュート軌道を、日本の正GK川口能活に徹底的に叩き込んだ。
このように守備面で万全の手を打つ一方で、攻撃面では打てる手は少なかったが、オーバーエイジとして加入したセンターバックのアウダイールが直前での加入だったため、もう一人のCBロナウド・ギアロ（大会登録名ロナウド）や、GKジーダとの連係面に不安を抱えていることと、両CBが共にスピードがなかったため、「ブラジルCB2人の背後のスペースは数少ない狙い目だ」と選手たちに伝えていた。
アトランタ五輪本大会の1週間前に、ニューヨークで行われたブラジル五輪代表と世界選抜のチャリティーマッチを西野監督と山本コーチが偵察した。試合は世界のスーパースターを揃えた世界選抜チームに、ブラジル五輪代表が勝利。西野監督らは驚きを示す一方、ブラジル五輪代表は慢心して隙が出来るのではと考えたという。
ブラジル代表は当時、ロッカールームで自らを鼓舞し、同時に相手を威圧するために、全員が大きな声を出しながらウォーミングアップを行うことがあった。実際、この試合前にもブラジル五輪代表が行っていたが、事前にその情報を入手していた山本は試合前から精神的に飲まれないため、こちらも負けずに声を出せと日本代表選手にはっぱをかけ、ピッチに選手たちが出るまで、ずっと選手たちの側で日本代表選手たちを鼓舞し続けた。

### 試合展開
日本五輪代表は城のワントップ、中田英寿(登録はFW)と前園が後方からフォローする3-6-1のフォーメーション。DFラインは鈴木・松田の2ストッパーの後方でスイーパーの田中誠がカバーする。ブラジル五輪代表はスカウティング通りのスタメンで、ベベット、サヴィオ、ジュニーニョらの技巧と、リバウド、ロベルト・カルロスらの破壊力を織り交ぜた4-4-2のフォーメーション。試合会場はブラジルから来たカナリア色のサポーターが圧倒的に多く、日本にとって完全アウェーの雰囲気に包まれた。
最初のシュートこそ路木龍次からの左クロスを中田がヘディングしたものだったが、その後ブラジルは徐々にペースアップし度々日本ゴールに迫った。しかし日本の守備陣も冷静に対応し、GK川口能活のファインセーブもあり前半は0-0のまま終了した。
ブラジルは後半開始からさらに攻勢を強め、ベベット、サヴィオ、リバウド、ジュニーニョらが次々とシュートの雨を降らせた。日本は防戦一方となりながらも、川口が好守を続け、DF陣も集中力を切らさず、またシュートがゴールポストを直撃して難を逃れるなど運も味方し、両チーム無得点のまま試合は推移していった。後半19分、ブラジルは状況を打開すべくFWサヴィオからFWロナウジーニョ（ロナウド）に交代したが、サヴィオのマークをしていたDF松田が事前の打ち合わせ通り、そのままロナウジーニョのマークを担当し、冷静に対応した。「簡単に勝てる」と考えていたブラジルサポーターたちは試合が進むにつれ苛立ち始め、抑えきれなくなったサポーターの1人がピッチに乱入し取り押さえられる場面もあった。
そして後半27分、左サイドにいたウイングバックの路木が、ブラジルのディフェンスラインとGKの間のスペースを目掛け、山なりのボールを放り込んだ。そのボールを狙ってFW城彰二がゴール前に走り込むと、クリアしようと飛び出したブラジルGKジーダと、城を後方から追いかけていたCBアウダイールが激突、ゴールに向かって転がったボールを走り込んだボランチの伊東輝悦が押し込んだ。ブラジルの凡ミスによるラッキーゴールに見えたが、事前のスカウティングで判明していた、数少ない狙い目であるブラジル代表CB2人の背後のスペースを見事に突いた得点であった。
まさかの失点に焦るブラジルはその後も全員攻撃で一方的に攻め続けるが、日本もGK川口を中心に全員守備の意識は切らさず粘り強く守り続けた。ジュニーニョのヒジ打ちにあったDF鈴木は止血が不完全なままプレーを続け、FW城も86分に退くまで右脹脛を痙攣させながらもプレーを続けた。攻撃参加が増えるロベルト・カルロスへの対策に、本来CBの白井を右ウイングバックに投入。GKとの交錯で負傷した中田を下げる際も、同じくCBの上村を投入し徹底的に守りを固めると、ブラジルの猛攻はロスタイム(現:アディショナルタイム)2分30秒まで続いたが、日本はついに最後まで守り切った。
最終的にブラジルが放ったシュートは計28本。対する日本のシュートは、たったの4本だった。

### 反響
この試合結果を受け、日本では新聞や雑誌などで号外が出された。当時「スーパーサッカー」の司会者だった生島ヒロシは新幹線での移動中に試合結果を知り、頼み込んでその新幹線でアナウンスしてもらったという。
海外でもこの結果は話題になり、UPI通信社は「五輪史上、最大の番狂わせのひとつだ」、AP通信は「ブラジルの五輪における将来は議論を呼ぶはず」、ロイター通信社は「ショックにうちひしがれたブラジルは初の五輪金メダルに向け大きくつまずいた」、ロサンゼルス・タイムズは「ブラジル、0-1で新興国日本に不意打ちを食らう」などと報道され、中には1950年ブラジルW杯グループリーグで、数名のセミプロを除けば全員アマチュアのアメリカ代表が、全員プロのイングランド代表を1-0で下したFIFAワールドカップ史上最大の番狂わせ(世紀のアップセット）と並ぶものとして讃えたメディアもあった。
ブラジルにとって格下と目されていた日本の、しかも2軍扱いしていたチームに敗れたことは番狂わせの最たるものだった。ブラジルのテレビ生中継番組の解説者は、ボールがブラジルゴールに吸い込まれていく際に「あーっ、入っちゃう…」と絶望にも似た声でつぶやき、試合終了直後の実況は「こんなことがあっていいのか。大変な教訓になりました。日本はお祭りです。ブラジルは悲しんで……」と絶句した。この試合後、ブラジル国内ではテレビ局が特別番組を組み、国内の有識者たちが屈辱的な敗戦の要因を徹底討論した。ブラジルの新聞も、ブラジル五輪代表を批判する記事を書きたてた。また、フル出場したベベットは試合後、この試合のビデオを見返したが、「なぜ、僕たちが負けたのか今でも分からない」と発言した。この試合のブラジルにおける呼称は「マイアミの屈辱」である。

## その後
日本は続く第2戦ではナイジェリア（この大会で優勝し金メダル獲得）に0-2で敗れたものの、第3戦ハンガリー戦で3-2で逆転勝利。2勝1敗の成績を残したが、ナイジェリア戦の2失点が響き、得失点差で3位となりグループリーグ敗退となった。
アトランタ五輪大会後、日本サッカー協会（JFA）技術委員会は、JFAテクニカルレポート で、日本アトランタ五輪男子代表について「守備的なサッカーで将来につながらない」と厳しい評価を下した。他の日本五輪男子代表スタッフがその評価に憤りを示す中、西野朗監督は努めて冷静に受け止めたという。
西野は「将来の日本代表監督候補」と言われながらも、アトランタ五輪後はナショナルチームを離れ、Jリーグのクラブ監督を務めた。攻撃的サッカーを標榜し、柏レイソルやガンバ大阪でタイトルを獲得して、Jリーグ最多勝監督となった。ヴァイッド・ハリルホジッチ前日本代表監督の解任を受け、2018年4月9日に日本代表監督に年俸約1億2500万円（同年4月7日までに西野はJFA理事、JFA技術委員長、Jリーグ理事を辞任）で、任期はロシアＷ杯後の7月31日までという契約で、22年ぶりにナショナルチームを指揮することとなった。「2018 FIFAワールドカップ」では下馬評の低かった日本代表を2大会ぶりの決勝トーナメント進出（ベスト16）に導いた。また第3戦のポーランド戦では終盤の消極的戦術（試合終了まで10分間の自陣でのパス回し）が物議を醸したが、アトランタ五輪で得失点差により決勝トーナメント進出を逃した苦い経験からとの論調もあった。西野は、日本代表監督を任期満了で退任した。在任期間はわずか3カ月23日（114日）間で、日本代表選手との帯同期間は5月21日の合宿から7月5日の帰国会見までのわずか46日間であった。
山本昌邦コーチは2004年アテネオリンピックで日本五輪代表チームを指揮したが、グループ最下位（1勝2敗）で敗退した。松永英機スカウティングスタッフは、ヴェルディ川崎、清水エスパルス、ヴァンフォーレ甲府、FC岐阜の監督を務めた。
マイアミの奇跡から4年後、2000年のシドニー五輪男子グループリーグD組最終戦でも日本とブラジルが対戦。この時はブラジルが1-0で勝利し、4年前の雪辱を果たす形となった。この時は両国とも勝ち点6で共に決勝トーナメント進出を果たした（得失点差でブラジルが1位、日本が2位）。2022年現在、A代表でのブラジル戦勝利は果たせていない。
さらに16年後のリオデジャネイロオリンピックの際のポット分けでは、この試合の勝利によって得たポイントによって、日本はポット1を確保することが出来た。

## 試合データ
| 1996年7月21日 18:30（EDT） |

| 日本          | 1 – 0        | ブラジル |
| 伊東輝悦 72分 | FIFA公式記録 |          |

| マイアミ・オレンジボウル 観客数: 46,724人 主審: ベニート・アルチュンディア（ メキシコ） |

| 日本代表     |    |          |      |      |
|              |    |          |      |      |
| GK           | 01 | 川口能活 |      |      |
| DF           | 13 | 松田直樹 |      |      |
| DF           | 05 | 田中誠   |      |      |
| DF           | 03 | 鈴木秀人 |      | 75分 |
| MF           | 17 | 路木龍次 |      |      |
| MF           | 08 | 伊東輝悦 |      |      |
| MF           | 06 | 服部年宏 |      | 87分 |
| MF           | 10 | 遠藤彰弘 | 75分 |      |
| MF           | 07 | 前園真聖 |      |      |
| FW           | 14 | 中田英寿 | 82分 |      |
| FW           | 09 | 城彰二   | 86分 |      |
| 控えメンバー |    |          |      |      |
| GK           | 18 | 下田崇   |      |      |
| DF           | 02 | 白井博幸 | 75分 |      |
| DF           | 12 | 上村健一 | 82分 |      |
| MF           | 11 | 森岡茂   |      |      |
| MF           | 04 | 廣長優志 |      |      |
| MF           | 15 | 秋葉忠宏 |      |      |
| FW           | 16 | 松原良香 | 86分 |      |
| 監督         |    |          |      |      |
| 西野朗       |    |          |      |      |

| ブラジル代表   |    |                            |      |
|                |    |                            |      |
| GK             | 01 | ジーダ                     |      |
| DF             | 02 | ゼ・マリア                 |      |
| DF             | 03 | アウダイール               |      |
| DF             | 04 | ロナウド                   |      |
| DF             | 06 | ロベルト・カルロス         |      |
| MF             | 05 | フラビオ・コンセイソン     |      |
| MF             | 08 | アマラウ                   | 45分 |
| MF             | 09 | ジュニーニョ・パウリスタ   |      |
| MF             | 10 | リバウド                   |      |
| FW             | 07 | ベベット                   |      |
| FW             | 11 | サヴィオ                   | 64分 |
| 控えメンバー   |    |                            |      |
| GK             | 12 | ダンルレイ                 |      |
| DF             | 14 | アンドレ・ルイス・モレイラ |      |
| MF             | 13 | ナルシーゾ・ドス・サントス |      |
| MF             | 15 | ゼ・エリアス               | 45分 |
| MF             | 16 | マルセリーニョ・パウリスタ |      |
| FW             | 17 | ルイゾン                   |      |
| FW             | 18 | ロナウジーニョ（ロナウド） | 64分 |
| 監督           |    |                            |      |
| マリオ・ザガロ |    |                            |      |